# Vitaliano Rotellini
Vitaliano Rotellini (Roma, 23 de outubro de 1865 — Roma, 20 de abril de 1930) foi um jornalista italiano radicado no Brasil por várias décadas, quando fundou o periódico Fanfulla, um semanário distribuído aos domingos em São Paulo.
Seu filho, tenente Amerigo Rotellini, morreu aos 23 anos em combate no planalto de Banjšice (hoje na Eslovênia) durante a Primeira Guerra Mundial.